# Frans Du Mong
Frans Du Mong (Ternat, 10 augustus 1935) is een Vlaams filoloog, leraar, docent, auteur van didactische werken en werken over plaatselijke geschiedenis, heemkunde en folklore.

## Biografie
Na de humaniora Latijn-Grieks aan het Heilig-Hartcollege in Ganshoren, waar hij klasgenoot was van zijn streekgenoot Mandus De Vos, behaalde Frans Du Mong het diploma Germaanse Filologie (toen nog Nederlands, Engels en Duits) waarna hij leraar Nederlands en Engels werd aan hetzelfde college. Vanaf 1965 werd hij docent aan de avondschool Lethas (Leergangen voor Taal- en Handelsstudie) eveneens te Ganshoren. Gedurende vele jaren maakte hij deel uit van de Raad van Bestuur van de vzw Sint-Lutgardis-en-Heilig-Hartcollege en vertegenwoordigde de vzw in diverse commissies en raden. Op 1 september 1997 ging hij met pensioen. In september 2012 kreeg Frans Du Mong de cultuurprijs van de Vlaams-Brabantse gemeente Ternat. Als prijs kreeg Du Mong het keramisch werkje ‘Impressione' van de Ternatse kunstenares Maria Cocquyt, een oranje vingerafdruk gebakken in Toscaanse klei.

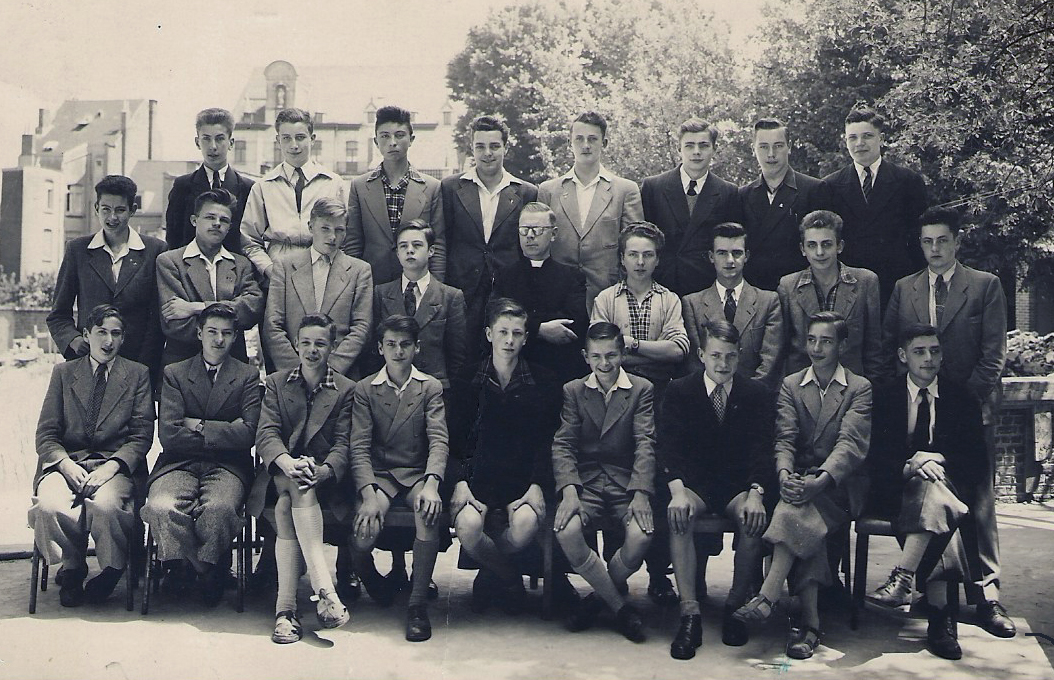
Klasfoto samen met klasleraar E.H. Jozef Verbelen , Heilig-Hartcollege Ganshoren, 1952
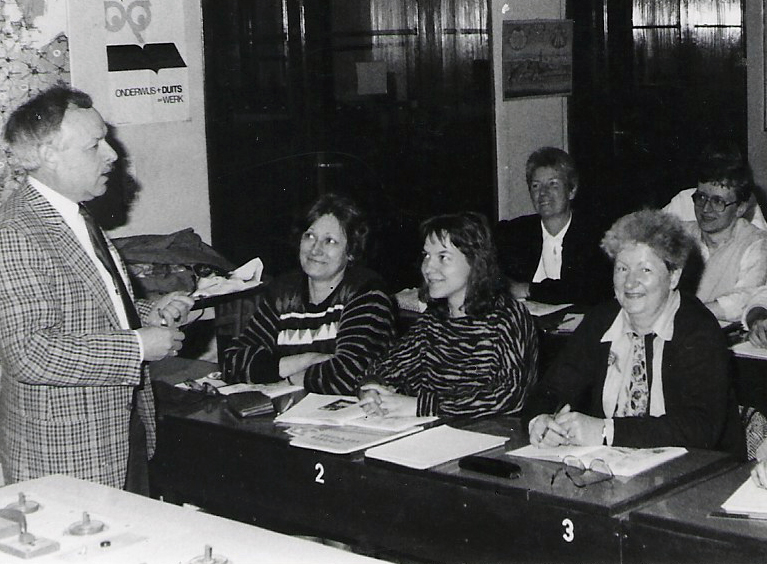
Frans Du Mong en enkele studenten van LETHAS
Bestuursvergadering Oud-leerlingenbond. VRNL: Frans Du Mong, Luc Lehouck, NN, Hugo Weckx.

### Leraar
Als leraar was hij niet alleen erg belezen en taalvaardig, maar hij zette zich ook honderd procent in om zijn leerlingen de liefde voor boeken en literatuur bij te brengen. Zelf schreef hij een reeks handboeken Nederlands. Samen met Fernand Bruffaerts, oud-leerling van het Heilig-Hartcollege en docent in Doornik, stelde hij diverse schoolboeken en naslagwerken samen. Voor Franstalige leerlingen schreef hij een handboek Nederlands voor de leerlingen van de drie hoogste klassen van het hoger secundair onderwijs, een zesdelige reeks voor de zes humaniorajaren en een Nederlandse spraakkunst voor Franstaligen.

### Historische speurneus
Na zijn pensionnering kreeg hij volop de tijd om zich met zijn andere passie bezig te houden, de plaatselijke geschiedenis, heemkunde en folklore. Hij schreef dan ook ettelijke werken in dat verband.
In 1976 fusioneerde Ternat met de gemeenten Wambeek en Sint-Katherina-Lombeek. Wambeek is het dorp van de Vlaamse dichter Pol de Mont, die zijn streek, het Pajottenland “de heerlijkste aller Vlaamse gouwen” noemde. Du Mong werkte al jarenlang mee aan de organisatie van Open Monumentendagen en Erfgoeddagen, waarvoor hij telkens een zeer gedocumenteerde brochure samenstelde. Hij werd lid van de Commissie Erfgoed en Toerisme en van de Ternatse Cultuurraad.

### Volkse verteller
Hij is niet alleen een scherp waarnemer en historische speurneus, hij schrijft ook verhalen waarin hij een eigen beeld creëert van zijn dorp en de wereld rondom hem en waarin hij zijn fantasie de vrije loop laat. Als kind reeds had hij de smaak van vertellen, fantaseren en schrijven te pakken. Hij was amper twaalf toen hij een bundel samenstelde: verhalen uit een kinderbijbel die hij met eigen fantasie kleurde en invulde. Later schreef hij verhaaltjes of vervolgverhalen in het blad van de Ternatse Cultuur- en Heemkring Sint-Gertrudis en in het ledenblad van de Wandelclub Kruikenburg.
Voor de Ternatse Landbouwraad stippelde hij een landbouwleerpad uit, ongeveer dertig kilometer langs diverse grote landbouwbedrijven, dat de naam ‘De Pangaard’ kreeg en dat op 12 september 1999 officieel werd geopend. Om zo’n fiets- of wandeltocht aantrekkelijk te maken, fantaseerde hij rond een tiental landbouwbedrijven een verhaal. Soms was er een kern van waarheid aanwezig en liet hij het voorkomen dat hij die verhalen opgetekend heeft uit de mond van oude bewoners, maar in werkelijkheid heeft hij ze allemaal zelf uitgevonden.
Met deze sprookjes, sagen, legenden – vaak met humor verteld - sluit Du Mong aan bij de volksvertellers uit de tijd toen er nog geen televisie was en toen bijgeloof nog ruim verspreid was. Voor jongere mensen van nu, en ook voor heel wat oudere lezers, roept hij een wereld op die onherroepelijk voorbij is maar bij vele mensen nog een zekere nostalgie oproept. In de teksten, ofschoon geschreven in Algemeen Nederlands, vindt men volkse uitdrukkingen en woorden. Ze zorgen voor een lokale kleur en illustreren de rijkdom van de volkstaal. De verhalen van Du Mong spelen zich allemaal af in Groot-Ternat. Hij wil de Ternattenaren laten genieten van het rijke erfgoed van hun gemeente. Maar ook niet-Ternattenaren zullen zijn sagen en legenden met veel plezier lezen.

### Waar-achtige verhalen
1. Pachter Petrus tussen hoplochting en duivel, of de geheimzinnige hoefijzers van het Hof ten Berge (L-W)
2. Perko, de geluksfee van het Doornveld (W)
3. De voet van Keizer Karel (W)
4. De wonderbare steen van Wambeek (W)
5. Over de verdwenen lanssteek in de zijde van Jezus (W)
6. De waarheid omtrent Terlinden of het vreemde verhaal van de oude, witte heer (T)
7. Over de Op- en Neeralfen (T)
8. De moord in de Kouterbroeken (W-T)
9. De Duivelsweg zonder einde (L-T-W)
10. De wonderbaarlijke historie van Sint-Gertrudis en de ratten van de Borredam (T)
11. De goede boodschap van missionaris kerkuil (T)
12. De cyclamen van De Kleem (W)
13. Bier, baas! We hebben dorst! (T)
14. De heks van De Plank (T)
15. Van de boze zwarte bosuil met de grote gele bek (T)
16. Over ‘lambiek’ en ‘geuze’ en hoe ze aan hun naam kwamen (L)
17. De Kruikenburgse kruiken (T)
18. Over de paters van de Predikherenberg (T)
19. Het mirakel van het Onze-Lieve-Vrouwekapelletje van Terlinden (T)
20. Tussen kerk en kasteel. Een ‘de Fourneau’ in beeld (T)
21. Piëke Verreweg, de weerwolf van ’t Quaedgat (T)
22. Over het wijd geduchte sintekatrienewiel (L)
23. Doornen in het oog (T)
24. Hoe de heilige Gertrudis in 1869 het tracé van de spoorweg wijzigde (T)
25. Het bizarre botrestje van de heilige Remigius van Wambeek (W)
26. Liefde en dood in de bunker (T)
27. Waarom heet Sint-Carolus Sint-Carolus? (L)
28. Over den slagmoelen topalphen in Van der Nath (T)
29. De Waterheren van Ternat(T)

Noot: De letter T/W/L duiden op de dorpen (Ternat, Wambeek, Lombeek) waar de verhalen zich afspelen.